# لويد برايس
لويد برايس (بالإنجليزية: Lloyd Price)‏ هو موسيقي ومغني وكاتب أمريكي، ولد في 9 مارس 1933 في كينير في الولايات المتحدة.

## وصلات خارجية
- الموقع الرسمي
- لويد برايس على موقع IMDb (الإنجليزية)
- لويد برايس على موقع الموسوعة البريطانية (الإنجليزية)
- لويد برايس على موقع ميوزك برينز (الإنجليزية)
- لويد برايس على موقع أول ميوزيك (الإنجليزية)
- لويد برايس على موقع ديسكوغز (الإنجليزية)
- لويد برايس على موقع قاعدة بيانات الفيلم (الإنجليزية)